# Eloísa Gómez-Lucena
Eloísa Gómez-Lucena es una novelista y ensayista natural de Málaga (España).

## Biografía
Escritora residente en Madrid. Se licenció en Filosofía (especialidad de Antropología) por la Universidad Autónoma de Madrid y se diplomó en Biblioteconomía, Archivística y Documentación por el Centro de Estudios Bibliográficos y Documentarios del Ministerio de Cultura.
Ha trabajado como documentalista y bibliotecaria e imparte cursos monográficos a científicos, investigadores y directivos de empresas con el propósito de mejorar la calidad literaria de sus escritos.
En su primera novela Expedición al Paraíso, creó a una mujer cronista que narra el desastroso y largo viaje de doña Mencía Calderón al Paraguay en 1556. Y en su otra novela  El zoo urbano, habla de terrorismo, de otro tipo de terrorismo, en una clave igualmente existencial. Ricardo García Cárcel dice de Españolas del Nuevo Mundo, que la autora hace gala de un conocimiento extraordinario de los personajes. Su obra constituye un excepcional aporte a la significación femenina en la conquista y colonización de América. En Del Atlántico al Pacífico, su periplo por Estados Unidos y México, el crítico Jesús Nieto ha dicho de ella que viaja con retranca e historia, con las antenas del humor puestas.

## Obras

### Narrativa
- El zoo urbano. Sevilla: Espuela de Plata (Editorial Renacimiento), 2008 [www.editorialrenacimiento.com]. La novela narra la venganza urdida por cuatro personajes actuales, que viven en un barrio céntrico de Madrid, entrelazada con una historia de amor y celos. ISBN 978-84-96956-21-6.
- Expedición al Paraíso. Sevilla: Espuela de Plata (Ed. Renacimiento), 2004. La crónica del viaje de un grupo de mujeres del siglo XVI, comandadas por la extremeña doña Mencía Calderón, a la ciudad de Asunción de Paraguay. Tardaron seis años y un mes en llegar a su destino. ISBN 84-96133-10-9

### Viajes
- Del Atlántico al Pacífico: Tras los pasos de Cabeza de Vaca por Estados Unidos y México. Córdoba: Editorial Almuzara (Colección Sotavento), 2018. ISBN 978-84-17229-75-7.

### Ensayo
- Naufragios. Col. Letras Hispánicas. Edición crítica de Eloísa Gómez-Lucena y Rubén Caba. Madrid: Cátedra, 2018. ISBN 978-84-376-3922-2
- Españolas del Nuevo Mundo: Ensayos biográficos, siglo XVI-XVII. Madrid: Cátedra, 2013 (4.ª ed. 2017). Biografías de españolas de diferentes clases sociales y oficios que viajaron y se asentaron en América en esos dos siglos. ISBN 978-84-376-3202-5.
- La odisea de Cabeza de Vaca (coaut.) Barcelona y Buenos Aires: Edhasa, 2008 [www.edhasa.es]. Ensayo histórico sobre Álvar Núñez Cabeza de Vaca, explorador español del siglo XVI. ISBN 978-84-350-3986-4.
- Investigación y reconstrucción histórica del viaje de Álvar Núñez Cabeza de Vaca por los actuales Estados Unidos y México. Ministerio de Cultura (España). Ayuda de Acción y Promoción Cultural, 2004.
- Criterios para la elaboración de los trabajos científicos. Cuadernos de Biopatología Clínica Laboral y Aplicada. Facultad de Medicina de la UCM. 1996, n.º 1, pp.108-142.

### Artículos (selección)
- Las primeras españolas en el Nuevo Mundo. En: "Historia National Geographic" (RBA Revistas), N.º. 220, marzo 2022, págs. 96-107.
- Vindicación de las primeras españolas del Nuevo Mundo. En: "TSN. Transatlantic Studies Network: Revista de Estudios Internacionales, Vol. 4, N.º. 7 (enero-junio), 2019, págs. 121-136.
- La Odisea de Cabeza de Vaca: Del Atlántico al Pacífico, libro de viajes. En: "Historia de Iberia Vieja", n.º 157, julio 2018.
- Prohibido filosofar: El último día de Hipatia de Alejandría. En: "Cuadernos del Matemático: Revista Ilustrada de Creación", n.º 56-57-58, marzo de 2018, pp. 15-16.
- Catalina Bustamante: Primera educadora de América. En: "Cuadernos del Matemático: Revista Ilustrada de Creación", n.º 51-52, marzo de 2014, pp. 187-189.
- A don Francisco Gómez de Quevedo Villegas, caballero del Hábito de Santiago, en Villanueva de los Infantes. En: "El Humor en Quevedo". Exposición de dibujo de humor gráfico. Torre de Juan Abad (Ciudad Real), septiembre de 2012, p. 60.
- Cabeza de Vaca. El Ulises del Nuevo Mundo (coaut.) Barcelona: Revista de Historia "Clío", n.º 84, octubre, 2008, pp. 72-79. ISSN 1579-3532.
- La odisea de Cabeza de Vaca (coaut.). Revista “La Aventura de la Historia”, n.º 84, octubre de 2005, p. 96-101

## Coloquios y Ponencias
Participa en coloquios y ponencias sobre temas literarios y sobre personajes del siglo Dieciséis español.
- Conferencias sobre Españolas del Nuevo Mundo, ensayos biográficos XVI-XVII en: Tertulia mensual de socios de la Sociedad Geográfica Española (SGE), Casa de Cultura Ignacio Aldecoa (Vitoria), Feria del Libro Extremeño en Almendralejo, en Aula Hoy (Cáceres y Badajoz), en la Jornada de Extremeños en América (Trujillo), etc.

- Entrevistas y debates sobre Españolas del Nuevo Mundo, en RNE-1, RNE-5, Cadena Ser, Onda Cero, etc.

- Españolas de armas tomar en la América del XVI. Conferencia en el Curso de verano “Las claves de un renacimiento femenino: en busca de la 'Ciudad de las damas'. UNED: Guadalajara, 14-18 de julio de 2008.

- La adelantada doña Mencía Calderón y la expedición Sanabria, conferencia pronunciada en la “XVI Semana Cultural de la Hispanidad”. Medellín (Badajoz), 11-17 de octubre de 2004.

- Las ilusiones de la lectura”. Ponencia en el Palacio de Minería de la Ciudad de México, en la Universidad Nacional Autónoma de México y en la Universidad del Claustro Sor Juana Inés de la Cruz, Ciudad de México, marzo 1998.